# Rocanrol del arrabal
Rocanrol del arrabal es el segundo álbum del grupo uruguayo de rock, La Tabaré Riverock Banda, lanzado en 1989 a través del sello Orfeo, originalmente en formato LP y casete.

## Grabación
El año 1989 fue especialmente difícil para la movida roquera montevideana (y para toda expresión artística en general), ya que parecía haber pasado del gran interés público al under más estricto. Quedaban poquitísimos lugares donde tocar, y al finalizar los mismos casi siempre había grandes disturbios entre los concurrentes y la policía. Las bandas que anteriormente habían llevado una buena cantidad de público (y las otras menos conocidas) se separaban y no iba quedando otra (por parte de varios medios de comunicación), que culpar a La Tabaré, de los desbandes y la violencia ocasionada a la salida de los recintos. En este clima de fastidio, donde al parecer la pacatería uruguaya ganaba la pelea contra el "diabólico" rock, La Tabaré Riverock Banda seguía adelante contra viento y marea.
Vuelven al estudio La Batuta el 2 de febrero y hasta el 8 de abril, a grabar su segundo LP. Esta vez el grupo estaba mucho más afianzado, y el sello Orfeo les había otorgado 150 horas de grabación, que luego se estiró un poquito más. 
Para la grabación del mismo, contaban con la colaboración de Daniel Maggiolo, un amigo de la adolescencia de Rivero y principalmente de Rudy Mentario, con quienes había formado parte de la efímera experiencia Pro-Art (Euterpe), a mediados de los ’70. El trabajo de Daniel Maggiolo como productor del disco, fue fundamental para lograr el resultado esperado.
Las canciones habían sido compuestas en su mayoría durante los dos años anteriores, excepto "El clítoris letal", que fue escrita en enero del mismo año y "Un romancero", escrita casi diez años antes. Y aprovechando que no estaba en absoluto "de moda" en las bandas uruguayas de los ’80, grabar canciones con solo una guitarra acústica y voz, fue incluida en ese formato en el disco.
Comenzaba en estas composiciones a vislumbrarse el interés por fusionar el rock con el folklore, el tango, la balada, la murga y otros ritmos y sonidos montevideanos, así como también algunos "textículos" recitados entre medio de las canciones. Luego y debido al título del álbum, Rivero insistió en reiteradas entrevistas que la banda hacía "Rocanrol, y no Rock’n’roll…" y que "…la gran diferencia radica en la conciencia del entorno tercermundista en el que convivimos, componemos, grabamos y nos expresamos, que poco y nada tiene que ver con los grupos super-star, del mundillo anglo sajón…".

## La demora
En los últimos meses del año anterior Rivero ya estaba sintiendo mucho el desgaste de una Montevideo, que luego de haberla vivido y padecido durante toda su juventud (de los 16 a los 28 años) en dictadura, seguía ahora en esa democracia que no ofrecía nada. Ni futuro, ni posibilidades, ni diversión. 
La idea de emigrar aprovechando su ciudadanía italiana se hacía cada vez más factible y lo único que lo retenía era la banda y algún proyecto como actor  teatral que cada vez (dado el entorno timorato) lo desinteresaba más.
Por fin toma la decisión y le comunica a su amigo Rudy Mentario, que al otro día de grabar el disco se tomaría un avión rumbo a Milán, encargándole que siguiera de cerca la edición y promoción de "Rocanrol del arrabal", planeada para fines del mes de mayo. Si el disco marchaba más o menos bien y la movida llegaba a activarse nuevamente, volvería al país con todas las ganas a seguir peleándola por el sueño de su vida que era hacer canciones y teatro.
Al cabo de unos pocos meses y estando ya en Italia, recibe en el buzón una carta de Mentario, diciéndole que el disco no sale si él no regresaba a Montevideo. Que para impulsar la salida y la venta del disco (que era la inquietud del sello discográfico), había que tocar en vivo y si eso no se hacía, el disco no salía. Sin pensarlo demasiado y después de casi seis meses de ausencia, regresa a  Montevideo.
La banda estaba pronta y esperándolo. Al otro día de su llegada ya comienzan a ensayar y al no haber otras bandas, los llaman con bastante frecuencia para toques y festivales varios que comenzaban lentamente a re surgir.
Rivero llega decidido a no volver a irse de Uruguay nunca más. "Rocanrol del arrabal" sale por fin a la calle, el 10 de noviembre.

## Presentación
El disco no fue presentado oficialmente. En los toques hacían las canciones del mismo y del disco anterior.

## Reediciones
A pesar de todas las predicciones, al igual que "Sigue siendo rocanrol", este también se agotó y fue reeditado sucesivas veces y también en casete, más tarde por el sello EMI y luego por el sello Bizarro Records, que lo sacó al mercado en formato CD el 15 de agosto de 1994, incluyendo como yapa (o bonus track), el tema "Sigue siendo rocanrol" (versión completa), grabado en IFU el 6 de agosto de 1986 e incluido anteriormente en el disco "Rock uruguayo Vol.2", también del sello Orfeo.
En mayo del 2012, el sello Bizarro Records vuelve a reeditar este CD. La cantidad de cambios de sellos discográficos en todas su reediciones y en diversos formatos, al igual que pasara con su disco anterior, hicieron imposible el recuento de unidades vendidas, pero es más que probable que también alcanzara el Disco de Platino, aunque tampoco les fue otorgado oficialmente.
En el año 2008, El programa televiso "La Púa", conducido por Carlos Dopico, realizó un especial para televisión "La historia de Rocanrol del Arrabal". En este, varios exintegrantes de la banda (Andra Davidovics, Rudy Mentario y Ruben Otonello) recuerdan anécdotas sobre la época y las condiciones en que fue grabado el disco (se lo encuentra en Youtube).

## Lista de canciones
Todos  los temas pertenecen en letra y música a Tabaré J. Rivero, excepto los indicados.
| Lado 1 |                                                                       |          |  |
| N.º    | Título                                                                | Duración |  |
| 1.     | «El mejillón» (R. Mentario - T. J. Rivero)                            | 0:53     |  |
| 2.     | «Excepto»                                                             | 2:39     |  |
| 3.     | «Miscelánea I»                                                        | 0:20     |  |
| 4.     | «Vivir (es mucho)»                                                    | 4:09     |  |
| 5.     | «La mugre de tus orejas»                                              | 3:38     |  |
| 6.     | «Oh!... hubo una vez un pobre Sr. que no sabía vivir»                 | 3:34     |  |
| 7.     | «Miscelánea II»                                                       | 0:19     |  |
| 8.     | «Malambo delictivo»                                                   | 3:01     |  |
| 9.     | «Perra cazadora / Sur» (J. Leiber - M. Stoler / A. Troilo - H. Manzi) | 1:21     |  |

| Lado 2 |                                      |          |  |
| N.º    | Título                               | Duración |  |
| 1.     | «El clítoris letal»                  | 2:38     |  |
| 2.     | «Miscelánea III»                     | 0:12     |  |
| 3.     | «La kumparsita» (G. Matos Rodríguez) | 2:23     |  |
| 4.     | «Todo el mundo cambió»               | 2:40     |  |
| 5.     | «Un romancero»                       | 2:13     |  |
| 6.     | «Miscelánea IV»                      | 0:36     |  |
| 7.     | «Somos todos subversivos»            | 3:17     |  |
| 8.     | «Epitafio»                           | 2:50     |  |
| 9.     | «Los buenos, los malos y yo»         | 2:59     |  |

| YAPA (BONUS TRACK, para la edición en CD): grabado en agosto de 1986. |                         |          |  |
| N.º                                                                   | Título                  | Duración |  |
| 1.                                                                    | «Sigue siendo rocanrol» | 1:52     |  |

## Músicos
- Tabaré J. Rivero: voz y guitarra española
- Andrea Davidovics  : voz
- Rudy Mentario: bajo, guitarra acústica, yerbomatófono y coros
- Gustavo Ogara: guitarra eléctrica
- Ruben Otonello: batería

## Músicos invitados
- Antimurga BCG: voces en "Oh!... hubo una vez un pobre señor que no sabía vivir"
- Joel Donet: teclados en "Vivir (es mucho)"
- Riki Musso: hizo las voces de "los menores pervertidos"
- Gabriel Peluffo, Gato Eduardo, Pablo Martín y Esteban de Armas: voces en "Somos todos subversivos"
- Pepe Canedo: batería en: "Somos todos subversivos"
- Patricia Schiavonne, dijo: “Sigue siendo rocanrol… ¿del arrabal?... ¿rocanrol del arrabal?...”

## Ficha técnica
- Técnicos de grabación: Walter Linás
- Producción Musical: Daniel Maggiolo
- Producción: Alfonso Carbone, para el sello Orfeo
- Foto: Marcelo Isaurralde
- Coordinación de producción en reedición 2012: Andrés Sanabria y Rocío Alberti